# 시오도메촌
시오도메촌(潮止村)은 사이타마현 미나미사이타마군에 설치되었던 촌이다. 현재의 야시오시에 해당한다.